# Peter Selbach
Peter Selbach (Nijmegen, 20 juni 1957) is een Nederlands voormalig profvoetballer die als centrale verdediger uitkwam voor N.E.C..
Selbach begon bij SCE en speelde ook in het eerste team in de Tweede klasse. In 1980 ging hij naar stadgenoot N.E.C. waar hij tot medio 1985 meer dan 100 wedstrijden in de Eredivisie speelde. Selbach keerde terug bij SCE en kwam daarna nog uit voor SV Hatert en Achilles '29. Hij eindigde zijn spelersloopbaan in een lager team van SCE.